# Dacus
Dacus is een geslacht van insecten uit de familie van de Boorvliegen (Tephritidae), die tot de orde tweevleugeligen (Diptera) behoort.

## Soorten
- D. abditus (Munro, 1984)
- D. amberiens (Munro, 1984)
- D. ambonensis Drew & Hancock, 1998
- D. amphoratus (Munro, 1984)
- D. atrimarginatus Drew & Hancock, 1998
- D. bellulus Drew & Hancock, 1981
- D. bivittatus (Bigot, 1858)
- D. botianus (Munro, 1984)
- D. calirayae Drew & Hancock, 1998
- D. carnesi (Munro, 1984)
- D. carvalhoi (Munro, 1984)
- D. ceropegiae (Munro, 1984)
- D. crabroniformis (Bezzi, 1914)
- D. cyathus (Munro, 1984)
- D. chamun (Munro, 1984)
- D. chrysomphalus (Bezzi, 1924)
- D. eclipsis (Bezzi, 1924)
- D. elegans (Munro, 1984)
- D. externellus (Munro, 1984)
- D. freidbergi (Munro, 1984)
- D. hapalus (Munro, 1984)
- D. herensis (Munro, 1984)
- D. inclytus (Munro, 1984)
- D. insulosus Drew & Hancock, 1998
- D. jubatus (Munro, 1984)
- D. lagunae Drew & Hancock, 1998
- D. leongi Drew & Hancock, 1998
- D. lotus (Bezzi, 1924)
- D. maculipterus Drew & Hancock, 1998
- D. meladassus (Munro, 1984)
- D. melanaspis (Munro, 1984)
- D. mirificus (Munro, 1984)
- D. murphyi Drew & Hancock, 1998
- D. nanggalae Drew & Hancock, 1998
- D. nummularius (Bezzi, 1916)
- D. ooii Drew & Hancock, 1998
- D. pamelae (Munro, 1984)
- D. panpyrrhus (Munro, 1984)
- D. ramanii Drew & Hancock, 1998
- D. salamander (Drew & Hancock, 1981)
- D. santongae Drew & Hancock, 1998
- D. siamensis Drew & Hancock, 1998
- D. tenebrosus Drew & Hancock, 1998
- D. vijaysegarani Drew & Hancock, 1998